# Мираголо Сан Салваторе
Мираголо Сан Салваторе је насеље у Италији у округу Бергамо, региону Ломбардија.
Према процени из 2011. у насељу је живело 38 становника. Насеље се налази на надморској висини од 948 м.